# 木村暢
木村暢（日语：／ Kimura Noboru），日本男編劇。

## 人物
木村暢曾經是Studio Orphee的成員。在成為劇本作家之前，他曾在日昇動畫擔任製作進行。
2004年至2005年，他廣泛參與《舞-HiME》的跨媒體製作（舞-HiME Project）。
2005年，負責電視動畫《曙光少女》的全話劇本。

## 參加作品
粗體字表示劇本統籌作品。

### 電視動畫
2001年
- GEAR戰士電童（編劇）

2002年
- 天地無用！GXP（編劇）
- G-on少女騎士團（編劇）
- 激鬥戰車（編劇）

2003年
- 新超激力戰鬥車（編劇）
- 蒲公英之戀（編劇）
- 瓶詰妖精（日语：瓶詰妖精）（編劇）

2004年
- 彈道!!（日语：DAN DOH!!#TVアニメ）[2]
- 舞-HiME（媒體撰稿人、第16話編劇）
- 熱拳本色1（編劇）
- 老師的時間（編劇）
- 真實夢境（日语：ゆめりあ）（編劇）
- 御行者 AMDRIVER（日语：Get Ride! アムドライバー）（編劇）
- 機獸超世紀（編劇）

2005年
- 極樂天師（編劇）
- 曙光少女（—2006年，全話編劇[3]）

2006年
- 極樂天師 喝!!（編劇）
- 黑騎士 ～奧拉克爾的勇者們～（編劇）
- 熱拳本色1 ～日美決戰篇（編劇）

2007年
- 黑騎士 ～甦醒的太陽～（編劇）

2009年
- Phantom ～Requiem for the Phantom～（編劇）

2010年
- 嬌蠻貓娘大橫行（主要編劇[4]、編劇、第13話劇本監修）
- WORKING!!（編劇）
- 熱拳本色1 影道篇（編劇）
- 聖誕之吻SS（編劇[5]）
- 更多出包王女（編劇）

2011年
- 迷糊軟網社（編劇[6][7]）
- 戰國少女 ～桃色異傳～（編劇）
- 熱拳本色1 世界大會篇（編劇）
- 魔劍姬！（編劇）
- 機動戰士鋼彈AGE（編劇）

2012年
- 聖誕之吻SS+ plus[8]（編劇）
- 愛殺寶貝（編劇）
- 襲來！美少女邪神（編劇[9]）
- 加速世界（編劇）

2013年
- 問題兒童都來自異世界？（編劇）
- THE UNLIMITED 兵部京介（編劇）
- 襲來！美少女邪神W（編劇[10]）
- 幻想玩偶（構成協力、編劇）

2014年
- 機甲巴打（編劇）
- 魔劍姬！通（編劇）
- 星刻龍騎士（編劇）
- CROSSANGE 天使與龍的輪舞（編劇）

2015年
- GANGSTA.（編劇）

2017年
- 愛麗絲與藏六（編劇）
- 騎士&魔法（編劇）
- 戰鬥女子學園（編劇）
- 我的女友是個過度認真的處女bitch（編劇）

2018年
- 刻刻（編劇）[11]
- 鋼彈創鬥者 潛網大戰（編劇）
- 女神異聞錄5 the Animation（編劇）

2021年
- 怪物事變（編劇）
- 花樣滑冰Stars（編劇）
- 境界戰機[12]）

2022年
- Healer Girl 歌癒少女[13]
- 境界戰機 第二部（編劇）

2023年
- 間諜教室（編劇）

2024年
- 我獨自升級[14]）
- 夢想成為魔法少女[15]

2025年
- 紫雲寺家的兄弟姊妹[16]（編劇）

### 電影動畫
2021年
- Princess Principal Crown Handler（構成、編劇）

### OVA
2002年
- COSPLAY症候群（構成、全話編劇）

2013年
- 機動戰士鋼彈AGE MEMORY OF EDEN（構成、編劇）

2015年
- 襲來！美少女邪神F[17]（編劇）

2024年
- Code Geass 奪回的Rozé[18]

### 網路動畫
- 境界戰機 極鋼之裝鬼

### 小說
- 舞-HiME（全2冊，〈女神文庫（日语：メガミ文庫）〉）
- 機動戰士鋼彈00系列（〈角川Sneaker文庫〉）
  - 1st Season—全3冊
  - 2nd Season—全5冊
  - 劇場版—全1冊

### 漫畫
- 舞-HiME（全5冊，《週刊少年Champion》，秋田書店）劇本 ※名義。
- BLASSREITER -genetic-（全3冊，《月刊Champion RED》，秋田書店）編本 ※名義。

### 遊戲編劇
- 水的碎片
- 火箭的夏天（日语：ロケットの夏）

## 相關項目
- 日本動畫師列表（日语：アニメ関係者一覧）
- 日本小說家列表（日语：日本の小説家一覧）
- 輕小說作家列表（日语：ライトノベル作家一覧）